# Arne Lundgren
Karl Arne Gösta Lundgren, född 9 juni 1925 på Hovenäset i Askums socken, död 19 maj 2011 i Lysekil, var en svensk författare, litteraturkritiker, språklärare, översättare, bokförläggare och tecknare.

## Biografi
Lundgren var son till en stenhuggaren Hugo Lundgren och Ulrika Evensson samt från 1948 gift med Hedvig Mary Linnéa Karlsson. Efter avslutad skolgång på hemorten tog han studentexamen på latinlinjen i Göteborg 1946. Efter studier på Göteborgs handelsinstitut avlade han filosofisk ämbetsexamen vid Göteborgs universitet, där han också blev filosofie hedersdoktor 1991.
Han arbetade som korrespondent vid handelshuset Elof Hansson och som språklärare, men i slutet av 1950-talet blev han författare och översättare på heltid. Han medverkade också som litteraturkritiker först i Göteborgs Handels- och Sjöfartstidning och sedan i Göteborgsposten.
Lundgren är en realistisk berättare, vars motiv ofta är hämtade från den bohuslänska hembygden och havet. Debuten skedde med en dikt i antologin Ny lyrik (1948) och den första diktsamlingen Sånger till havet kom ut 1949. Med Bottnens klockor (1957) inleddes en lång rad romaner som behandlar kustbefolkningens liv i Bohuslän. I romanform har Lundgren behandlat människoöden inom stenhuggeriet och fisket. Romanerna Simson (1982) och Gloria Deo (1983) handlar om kapellpredikanten August Simson på Käringön och dennes diktatoriska makt över öborna. 
Han översatte och introducerade spansk, katalansk, portugisisk, italiensk och latinamerikansk litteratur samt sammanställde flera antologier och läromedel. Bland översatta författare kan nämnas Salvatore Quasimodo, Juan Ramón Jiménez, Joan Brossa, Fernando Pessoa  och Carlos Drummond de Andrade.  

### Översättningar
- Andrade, Carlos Drummond de (1984). Från oxens tid : dikter. Bra lyrik, 99-0425205-X. Höganäs: Bra böcker. Libris 484199
- Andrade, Carlos Drummond de (1990). Ljuset spränger natten. Lysekil: Fabian. Libris 7793897. ISBN 9197128244
- Andrade, Carlos Drummond de (1966). Natten och rosen. Stockholm: Norstedt. Libris 245061
- Andrade, Carlos Drummond de (1980). En ros åt folket. Stockholm: Norstedt. Libris 7152883. ISBN 91-1-791051-X
- Andrade, Carlos Drummond de (1987). Tvärsnitt : Corte transversal. Latinoamericana XX, 99-0265474-6 ; 15 (Tvåspråkig utg). Stockholm: Nordan. Libris 7658587. ISBN 91-7702-127-4
- Andrade, Carlos Drummond de (1987). Vilsna varelser : historietter och krönikor. Lysekil: Fabian. Libris 7791901. ISBN 9197059684
- Den blodiga midsommarnatten och andra berättelser från Latinamerika / urval och översättning: Arne Lundgren. Lysekil: Fabian. 1988. Libris 7791900. ISBN 91-970596-7-6
- Bonaviri, Giuseppe (1988). Saknaden och sorgen. Lysekil: Fabian. Libris 7791902. ISBN 9197059692
- Bongcam, Carlos (1977). Avrättningen. Stockholm: Sveriges radio. Libris 21171178
- Couto, Ribeiro (1951). Dikter /  i översättning av Per G. Ekström och Arne Lundgren. Göteborg: Gumpert. Libris 1493055
- Espriu, Salvador (1975). Tjurskinnet och andra dikter / tolkning från katalanskan av Arne Lundgren och Lluís Solanes ; med inledning och historisk återblick av Arne Lundgren. Stockholm: Forum. Libris 7254143. ISBN 91-37-06067-8
- Fem brasilianska poeter. Stockholm: Norstedt. 1961. Libris 1439079
- Från urskog till megastad : brasiliansk litteratur / översatt och presenterad av Arne Lundgren. Lysekil: Fabian. 1994. Libris 7796416. ISBN 9197217409
- Fårakällan / Lope de Vega ; Livet en dröm / Pedro Calderón de la Barca ; Blodsbröllop / Federico García Lorca.. Stockholm: Norstedts. 2016. Libris 19374198. ISBN 9789113064772
- Guilleragues, Gabriel-Joseph de Lavergne de (1959). Syster Marianas kärleksbrev / i översättning [och med en kommenterande efterskrift] av Arne Lundgren.. Stockholm: Norstedt. Libris 1764072
- I fikonträdets skugga : angolansk lyrik / i urval och tolkning av Arne Lundgren. Lysekil: Fabian. 2008. Libris 10954687. ISBN 978-91-977134-0-5
- Jiménez, Juan Ramón (1956). Drömmar, dikt och verklighet / i svensk tolkning av Matilde Goulard-Westberg och Arne Lundgren. Jiménez och de unga / Arne Lundgren.. Stockholm: Bonniers. Libris 22173431
- Jiménez, Juan Ramón (1965). Rymd : aforismer. FIB:s lyrikklubbs bibliotek, 0425-5232 ; 103. Stockholm: FIB :s lyrikklubb. Libris 1294301
- Latinamerikansk teater / red. av Björn Collarp ; [övers. från spanska och portugisiska: Arne Lundgren]. Stockholm: Sveriges radio. 1977. Libris 7409547. ISBN 9152215164
- Mihura, Miguel (1963). Tre höga hattar. Göteborg: Göteborgs stadsteater. Libris 21179287
- Pasolini, Pier Paolo (1975). Gramscis aska. Tuppen på berget, 99-0114206-7 ; 8. Stockholm: Coeckelbergh. Libris 7627729. ISBN 91-7250-054-9
- Pasolini, Pier Paolo (2011). Grävskopans gråt. Stockholm: Sveriges Radio. Libris 14808917
- Pessoa, Fernando (1973). Fernando Pessoa : ett diktaröde. Stockholm: Ny litteratur Futura. Libris 7790182. ISBN 9197002267
- Pessoa, Fernando (1988). Stilla, mitt hjärta. Lysekil: Fabian. Libris 7791898. ISBN 919705965X
- Portugisiska berättare / översättning av Sven Bjellerup, Erik Gyberg och Arne Lundgren ; urval och presentationer av Arne Lundgren. Stockholm: Norstedt. 1960. Libris 12388
- Quasimodo, Salvatore (1957). Och plötsligt är det afton. FIB:s lyrikklubbs bibliotek, 0425-5232 ; 30. Stockholm: FIB :s lyrikklubb. Libris 2287313
- Quiroga, Horacio (1988). Berättelser från urskogen. Lysekil: Fabian. Libris 7791899. ISBN 91-970596-6-8
- Ribeiro, Aquilino (1995). Doft av ginst och vadmal. Lysekil: Fabian. Libris 7796417. ISBN 9197217425
- Ribeiro, Aquilino (1985). Noaks ark III klass / Aquilino Ribeiro ; ill. av Luis Filipe de Abreu ; från portugisiskan av Arne Lundgren. Göteborg: Fabian. Libris 540151
- Ribeiro, Aquilino (1961). När vargarna yla. Stockholm: Norstedt. Libris 1531704
- Rosor på floden : arabisk-andalusisk poesi. Stockholm: Norstedt. 1958. Libris 1520220
- Skármeta, Antonio (1980). Uppsatsen. Stockholm: Sveriges radio. Libris 21178644
- Skördefolket och andra berättelser : portugisisk prosa från 1850 till våra dagar / urval och övers. av Arne Lundgren.. Forumbiblioteket, 99-0110069-0. Stockholm: Forum. 1976. Libris 7254191. ISBN 9137061887
- Soromenho, Castro (1976). Död jord : roman / i övers. av Alexander Fernandes och Arne Lundgren från den uppl. som förbjöds i Lissabon 1961. Stockholm: Ny litteratur Futura. Libris 7790184. ISBN 91-970022-8-3
- Talenti, Sergio (1966). Utkanter / övers. av Arne Lundgren och Leo Bosco. Göteborg: Danelius. Libris 1732737
- Tio katalanska poeter. Göteborg: Fabian. 1987. Libris 7791897. ISBN 91-970596-3-3
- Torga, Miguel (1988). Folket bortom bergen. Lysekil: Fabian. Libris 7791895. ISBN 91-970596-1-7
- Torga, Miguel (1990). Inre frihet : [dagböcker 1933-1987]. Lysekil: Fabian. Libris 7793895. ISBN 9197128228
- Vega, Lope de (1978). Fårakällan. Forumbiblioteket, 99-0110069-0. Stockholm: Forum. Libris 7254455. ISBN 9137068911

### Redaktör
- En busca del mundo hispánico : spansk textbok för gymnasiet / av Arne Lundgren och Inger Fahlander.. Stockholm: Bonnier. 1966. Libris 3011620
- Latinamerikanska berättare / urval och presentationer av Arne Lundgren ; översatta av Erik Gyberg ... Stockholm: Norstedt. 1963. Libris 264150

## Priser och utmärkelser
- 1958 – 1:a pris i GP:s och Wahlström & Widstrands romanpristävling för romanen Man överbord
- 1960 – Eckersteinska litteraturpriset
- 1960 – Boklotteriets stipendiat
- 1962 – Boklotteriets stipendiat
- 1966 – Brasilianska Ordem do Cruzeiro do Sul i graden Oficial[3][4]
- 1968 – Litteraturfrämjandets stipendiat
- 1982 – Elsa Thulins översättarpris[5]
- 1983 – Svenska Akademiens översättarpris
- 1987 – De Nios översättarpris
- 1991 – Hedersdoktor vid Göteborgs universitet[6]
- 1993 – Albert Bonniers 100-årsminne
- 2007 – Bohuslän tackar[7]